# Pinguim (DC Comics)
O Pinguim (em inglês: Penguin), codinome de Oswald Chesterfield Cobblepot, é um personagem fictício de histórias em quadrinhos da DC Comics e um adversário frequente do super-herói Batman. Criado pelo artista Bob Kane e pelo escritor Bill Finger, a sua primeira aparição nos quadrinhos foi em Detective Comics #58 (Dezembro de 1941). O Pinguim é um dos inimigos mais duradouros do Batman, pertencente ao coletivo de adversários que compõem a galeria de vilões do heroi.
O Pinguim é descrito como sendo um homem baixo e corpulento, conhecido por ser um amante de aves e pelos seus guarda-chuvas especializados com alta tecnologia. Ladrão e mafioso, refere-se a si próprio como "cavalheiro do crime"; o seu negócio de clubes noturnos dão-lhe a fundos necessários para as suas atividades criminosas, nos quais o Batman usa por vezes para obter informações, como fonte do mundo do crime. De acordo com Kane, o personagem foi inspirado na mascote dos cigarros Kool; um pinguim com uma cartola e uma bengala. Finger pensou que a imagem de senhores das classes altas em smoking era reminiscente dos pinguins imperadores.
Ao contrário de grande parte dos inimigos do Batman, o Pinguim tem total controle das suas ações e está em perfeita sanidade mental, característica que o ajuda a manter uma relação única com o herói. Na sua última caracterização, o Pinguim tem um bar noturno e casino, o "Icebergue Lounge", popular no submundo do crime. Batman tolera as suas operações desde que ele se mantenha como um dos seus informadores. O Pinguim compra muitas vezes propriedades roubadas.
O vilão aparece numa grande variedade de produtos, como objetos de colecionismo e brinquedos, além de várias outras referências noutras mídias. Burgess Meredith interpretou o vilão na série de televisão na década de 1960, Batman, e no seu filme, Danny DeVito interpretou uma versão mais grotesca em Batman: Returns (1992). As séries de animação subsequentes, mostram um Pinguim que alterna entre um pária deformado e um aristocrata de grande perfil. A primeira caracterização apareceu na banda desenhada, mais notavelmente na mini-série Batman: The Long Halloween e na sua sequência Dark Victory. Robin Lord Taylor interpreta um Oswald Cobblepot mais novo na série de televisão Gotham. O Pinguim tem sido descrito como um dos melhores vilões de Batman, e um dos melhores em toda a banda desenhada e, paradoxalmente, também tem sido referido como um dos menos convincentes. O IGN colocou-o na posição #51 na lista dos "100 Melhores Vilões de Sempre da Banda Desenhada".

## Biografia do personagem
Nascido Oswald Chesterfield Cobblepot, o pinguim foi intimidado como uma criança por sua baixa estatura, peso e nariz com aparência de bico. Várias histórias relatam que ele foi forçado, como uma criança, sempre levar um guarda-chuva por sua mãe superprotetora, devido à morte de seu pai, de pneumonia depois de um torrencial. Sua mãe tinha aves de estimação que Cobblepot presenteavas com atenção, e serviu como seus únicos amigos crescendo. Seu amor por aves acabaria por levá-lo a estudar ornitologia na faculdade. Em algumas versões, Cobblepot se transforma em um criminoso depois que sua mãe morre e as aves são vendidas para pagar dívidas de sua mãe. Em outras, ele é um pária em sua família de alta sociedade e sua rejeição leva-o a se tornar um criminoso. De acordo com suas origens, o pinguim persegue sua carreira criminosa com a classe: Ele prefere desgaste formal, com uma cartola, monóculo, e smoking, especialmente do desenho "tie-branco-e-caudas". Ele é criminalmente brilhante e psicologicamente saudável. Ele tem um poder do cérebro que poderia enganar alguns dos homens mais inteligentes na existência. Se uniu com seu entendimento de traição e lealdade; Pinguim é um adversário difícil e imbatível no mundo do crime organizado.

## Personalidade
Pinguim se comporta como um cavalheiro e também como um pinguim e sempre tem inveja de outros magnatas, pois considera que são mais ricos do que ele. Ele sempre usa pássaros para cometer crimes e seus crimes são baseados em superfaturamento ilícito. Pinguim sempre se irrita quando Batman interfere em seus planos.

## Em outras mídias
No seriado de TV do Batman de 1966, a aparência do personagem foi mantida como nos quadrinhos originais, um homem de smoking e cartola, e com um nariz bem longo, lembrando o bico de um pinguim.
Em 1992 "Batman, O Retorno", além de seu nariz desproporcional, foi acrescentado uma outra deformidade: a sindactilia nos dedos, fazendo suas mãos parecerem  patas de pinguim, o que também justifica o seu apelido de "Pinguim" juntamente com a característica original do nariz.
Também em 1992, na animação "Batman: A Série Animada" da Warner Brothers, o design do Pinguim foi mantido parecido com o do filme de Tim Burton, inclusive o defeito dos dedos da mão. Porém, isso permaneceu assim somente nas primeiras temporadas, pois em um certo ponto da série, todos os personagens tiveram os seus designs reformulados, e sem nenhuma explicação, a aparência do Pinguim foi mudada novamente para como era nos quadrinhos originais, voltando a ter 5 dedos nas mãos.
No ano de 2004 a Warner produziu a animação "The Batman", e o personagem voltou a aparecer com a deformidade em seus dedos.
Na série Gotham de 2014, ele aparece no início de sua carreira criminosa, bem mais jovem e magro, mas já possuindo o nariz longo. Inicialmente, usa roupas comuns e, ainda na primeira temporada, adota um meio-fraque em vez do clássico smoking.
O Pinguim faz uma aparição curta em Batman: Bad Blood.
Pinguim apareceu no filme The Batman de 2022, interpretado por Colin Farrell. A mesma versão do personagem interpretada por Farrell também ganhou uma aclamada minissérie solo, que se passa logo após os eventos de The Batman, chamada The Penguin, produzida pela HBO e exclusiva para o serviço de streaming Max.